# Vlag van Gouderak

Vlag van Gouderak

De vlag van Gouderak is de dorpsvlag van het Zuid-Hollandse dorp Gouderak. De vlag kan als volgt worden beschreven: 
Twee banen van gelijke hoogte van rood en geel, met aan de broekzijde op de rode baan een zespuntige ster van geel.
De vlag is gebaseerd op de defileervlag die in 1938 door vertegenwoordigers van de gemeente werd gedragen tijdens het defilé in Amsterdam ter gelegenheid van het veertigjarig regeringsjubileum van koningin Wilhelmina. De vlag bestaat uit twee banen van rood en geel (destijds aangewezen als provinciekleuren voor Zuid-Holland), met op het kanton het beeld van het gemeentelijk wapenschild. Omdat in het geval van Gouderak het veld in het wapen dezelfde kleur had als de bovenste baan, viel het kanton weg en was uitsluitend de ster zichtbaar. Deze ster is waarschijnlijk afgeleid van het wapen van Gouda. Deze stad had vroeger de heerlijkheid Gouderak in bezit.
De gemeente ging op 1 januari 1985 op in de gemeente Ouderkerk. De vlag is daardoor als defileervlag komen te vervallen. Sinds 1 januari 2015 valt Gouderak onder de gemeente Krimpenerwaard.

## Verwante afbeeldingen

Het wapen van Gouderak

Dubbeldam
· Gouderak
· Heerjansdam
· Herkingen
· Hoek van Holland
· Kaag
· Katwijk
· Kijkduin
· Klaaswaal
· Lekkerkerk
· Lisse
· Maasdam
· Maasland
· Middelharnis
· Nieuwe-Tonge
· Noordeloos
· Ooltgensplaat
· Ouddorp
· Rijnsburg
· Rockanje
· Scheveningen
· Stad aan 't Haringvliet
· Stellendam
· Tiengemeten
· Valkenburg
· Wieldrecht